# Newport Pagnell

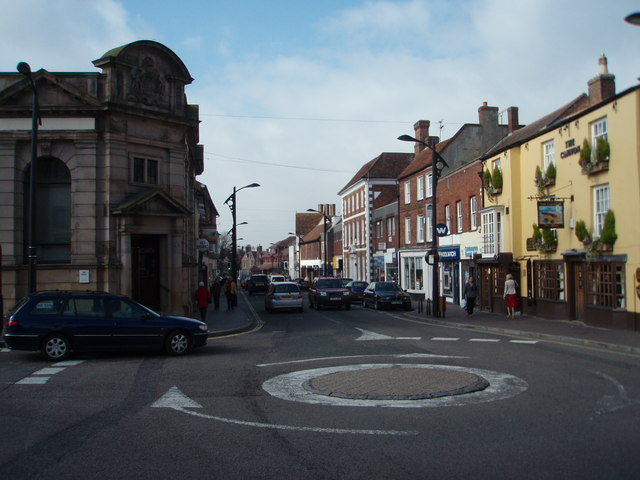
High Street, Newport Pagnell (2007)

Newport Pagnell ist eine englische Stadt etwa 8 km nördlich von Milton Keynes. Sie ist bekannt durch den Sportwagenhersteller Aston Martin, dessen Stammwerk dort von 1954 bis 2007 angesiedelt war.

## Wirtschaft und Infrastruktur

### Verkehr
Newport Pagnell liegt verkehrsgünstig nordöstlich der Autobahnausfahrt Milton Keynes des M1.

## Söhne und Töchter der Stadt
- Laurence Humphrey (1527–1590), puritanischer Theologe
- Francis Annesley, 1. Viscount Valentia (1585/86–1660), Staatsmann
- Charles Sanford Terry (1864–1936), Historiker und Bachforscher
- Edgar Charles Smith (1872–1955), Marineoffizier und Technikhistoriker
- Malcolm Hailey, 1. Baron Hailey (1872–1969), Peer und Kolonialadministrator
- Godfrey Elton, 1. Baron Elton (1892–1973), Historiker
- Nigel Benson (* 1955), Autor
- Steve Brooker (* 1981), Fußballspieler